# Arsenur d'indi-gal·li
L'arsenur d'indi i gal·li  és un material semiconductor d'indi, gal·li i arsènic, utilitzat en fotosensors degut a dues propietats importants: la seva velocitat d'operació, superior a altres semiconductors més comuns com el silici o l'arsenur de gal·li, i la longitud d'ona que emeten i detecten els dispositius fabricats amb aquest material (950nm).

## Nota
1. ↑  
arsenur  a Optimot